# Nii Lamptey
Nii Odartey Lamptey (* 10. Dezember 1974 in Tema) ist ein ehemaliger ghanaischer Fußballspieler.

## Karriere
Lamptey war 1991 Teil der ghanaischen Mannschaft, die in Italien U17-Weltmeister wurde. Bei diesem Turnier war er einer der Torschützenkönige und wurde zudem als bester Spieler mit dem Goldenen Ball geehrt.
Bereits mit 16 Jahren spielte Lamptey als Profi bei RSC Anderlecht in Belgien und galt als eines der größten Talente in der Fußballgeschichte. Er wechselte auf Grund einer Beraterabhängigkeit allerdings häufig den Verein, zuerst zu Aston Villa, und spielte in ganz Europa, konnte jedoch den Erwartungen nie ganz gerecht werden und war bereits mit Mitte 20 am Ende seiner Karriere. Zum größten Teil sind die Misserfolge auf gierige Berater und psychische Probleme nach dem Tod seiner Kinder zu schieben. Er spielte ebenfalls in Argentinien, bei der SpVgg Greuther Fürth und in China. 2005 unterschrieb er einen Vertrag bei Asante Kotoko. Im selben Jahr gründete er eine Schule für 240 Kinder. Im März 2007 wechselte er ein weiteres Mal, diesmal zum südafrikanischen Premier-Soccer-League-Club Jomo Cosmos.
Sein jüngerer Bruder Nathaniel Lamptey spielte beim Karlsruher SC und war 1999 Teilnehmer der U-17-Weltmeisterschaft in Neuseeland.